# شهرستان جولو
شهرستان جولو (به لاتین: Julu County) یک منطقهٔ مسکونی در چین است که در شینگتای واقع شده‌است. شهرستان جولو ۶۲۳ کیلومتر مربع مساحت و ۳۷۰٬۰۰۰ نفر جمعیت دارد و ۳۱ متر بالاتر از سطح دریا واقع شده‌است.